# Ana Santos Aramburo
Ana Santos Aramburo (Saragossa, 22 de gener de 1957) és una bibliotecària espanyola. Des de febrer de 2013 és la directora de la Biblioteca Nacional d'Espanya.

## Biografia
És llicenciada en Geografia i Història per la Universitat de Saragossa (designada Alumna Distingida de la seva Facultat de Filosofia i Lletres, el 26 d'abril de 2012), i diplomada en Biblioteconomia i Documentació pel Centre d'Estudis Documentals del Ministeri de Cultura. La seva tesi de llicenciatura va ser “Documentación Artística en el Archivo de Protocolos Notariales de Zaragoza en el siglo XVII”.
El 1982 comença a treballar a la Universitat Complutense de Madrid, on va desenvolupar bona part de la seva carrera professional durant més de 25 anys: entre 1987 i 1991 va treballar a la Biblioteca de la Facultat de Ciències Econòmiques i Empresarials, on va arribar a ocupar el càrrec de sotsdirectora. Entre 1993 i 2001 va ocupar la vicedirecció de la Biblioteca de la Universitat Complutense, responsabilitzant-se de la implantació del programa de gestió informatitzada i de la incorporació de nous serveis d'accés a informació científica a través de la xarxa. Entre octubre de 2003 i març de 2007 va ser la directora de la Biblioteca Histórica Marqués de Valdecilla, que és la dipositària del patrimoni bibliogràfic de la Universitat Complutense. Va ser també directora general de Biblioteques i Arxius de l'Ajuntament de Madrid i directora d'Acció Cultural de la Biblioteca Nacional (2003-2007).

## Directora de la Biblioteca Nacional d'Espanya
Poc temps després de la commemoració del tricentenari de la institució, el Ministeri d'Educació, Cultura i Esport va decidir el relleu de Glòria Pérez-Salmerón al capdavant de la Biblioteca Nacional d'Espanya i el nomenament d'Ana Santos Aramburo, qui ja havia exercit la labor de directora d'acció cultural. Després del seu nomenament, Santos Aramburo va defensar l'engegada del dipòsit legal digital com una de les prioritats del seu mandat, així com la recuperació de l'estatus de direcció general que la BNE havia posseït amb anterioritat.
L'abril de 2014 s'aprova la resolució que regularà la concessió de la condició de bibliotecari emèrit a aquells professionals que hagin destacat en els serveis prestats a la institució. Al juliol d'aquest mateix any tira endavant el projecte de llei reguladora de la Biblioteca Nacional d'Espanya, que serà definitivament aprovada a l'any següent, dotant a la biblioteca d'una major autonomia i un estatus similar al Museu del Prado i el Museu Reina Sofia.
Des d'abril de 2009 i amb el propòsit de la seva preservació, la BNE havia estat guardant còpies de documents web sota el domini d'Internet.és en virtut d'un acord amb Internet Archive. Sota el mandat d'Ana Santos aquesta informació passa a estar allotjada en servidors propis de la BNE, i es marca l'objectiu d'ampliar la seva capacitat per a la preservació de vídeos digitals.
El juliol de 2015 queda aprovada la llei del dipòsit legal de les publicacions en línia, que fa recaure als centres de conservació, com la BNE, la responsabilitat de preservar el patrimoni cultural en línia.
En diverses ocasions, Ana Santos ha apostat per la reformulació del paper de les biblioteques en l'entorn digital actual, l'obertura a la ciutadania i que la prestació dels serveis es dugui a terme per part de personal propi.

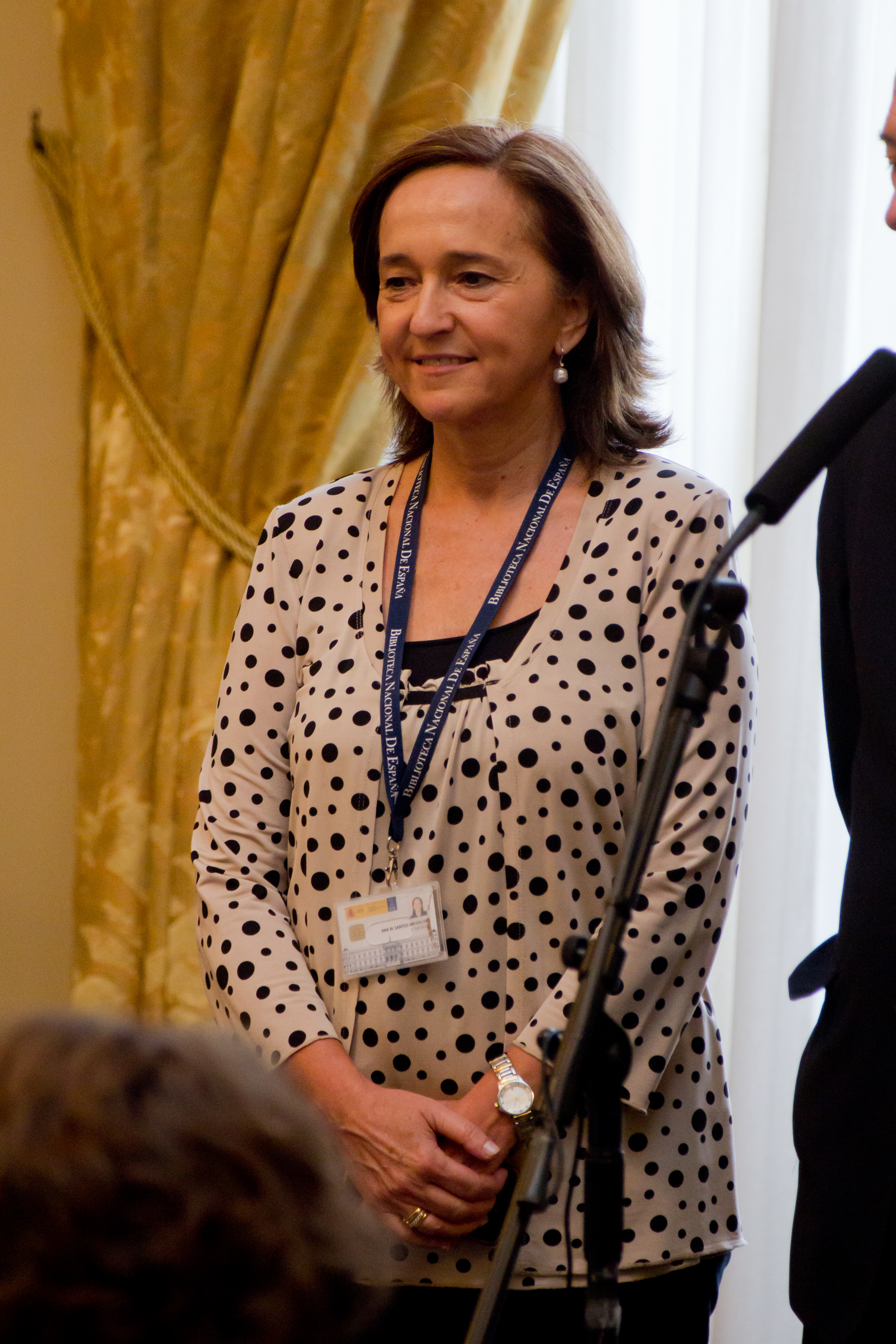
Ana Santos Aramburo durant el Editatón sobre lengua y literatura españolas de Madrid en 2014.

## Publicacions
- «La lectura: mucho más que un negocio». Informe Omniprom: 53-58. 2013.
- «El archivo de la web española». Revista Trama y Texturas (22): 101-110. Desembre de 2013.
- «Una lectora de libros de caballerías: La Condesa de Campo de Alange». Amadis de Gaula: 500 años de libros de caballerías. Catàleg de l'exposició celebrada a la Biblioteca Nacional de España (Madrid: BNE). 2008.
- «La colección de libros de caballerías de la Condesa de Campo de Alange». Pliegos de Bibliofilia: 3-16. 2004.
- «Las procedencias de la Biblioteca Histórica de la Universidad Complutense: una primera aproximación». La Memoria de los libros. Estudios sobre el estudio del escrito y de la lectura en Europa y América (Salamanca: Instituto de Historia del Libro y de la Lectura). 2004.
- «La colección de incunables de la Biblioteca Histórica de la Universidad Complutense». [Ed.facsimilar de la ed. de Segovia, Juan Parix, 1472]. Andrés Escobar: Modus Confitendi (Segovia). 2004.
- «La Biblioteca Histórica de la Universidad Complutense». CLIP (40). 2003.
- «El bachiller de Borja Pedro de Moncayo y las distintas ediciones de su "Flor de varios romances"». Cuadernos de Estudios Borjanos (CSIC, Institución Fernando el Católico (en prensa)).
- El padre Florez y la Biblioteca Histórica de la Universidad Complutense. Madrid: Biblioteca Histórica. 2003.
- Sermones y oraciones fúnebres dedicadas al Cardenal Cisneros en la Biblioteca Histórica de la Universidad Complutense. Madrid: Biblioteca Histórica. 2003.
- «Sor Mariana Sallent, poetisa clarisa del siglo XVII». Cuadernos de Estudios Borjanos (CSIC, Institución Fernando el Católico). Tercer trimestre de 2002.
- «Los servicios bibliotecarios: tradición y modernidad». Actas XII Jornadas de la Asociación Andaluza de Bibliotecarios (Sevilla). 2000.
- «El impacto de las nuevas tecnologías en la Biblioteca Universitaria. II Jornadas de gestión administrativa de la UCM. Ponencias y conclusiones del área de Biblioteca». Documentos de Trabajo de la Biblioteca de la Universidad Complutense, 94/4.
- «Conversión retrospectiva: Métodos y propuestas de viabilidad». Tratado básico de Biblioteconomía (Editorial Complutense). 1995.
- «Internet y las Bibliotecas Universitarias». Actas de II Congreso de la Asociación de usuarios de INTERNET (Madrid). 1997.